# Günther Förg

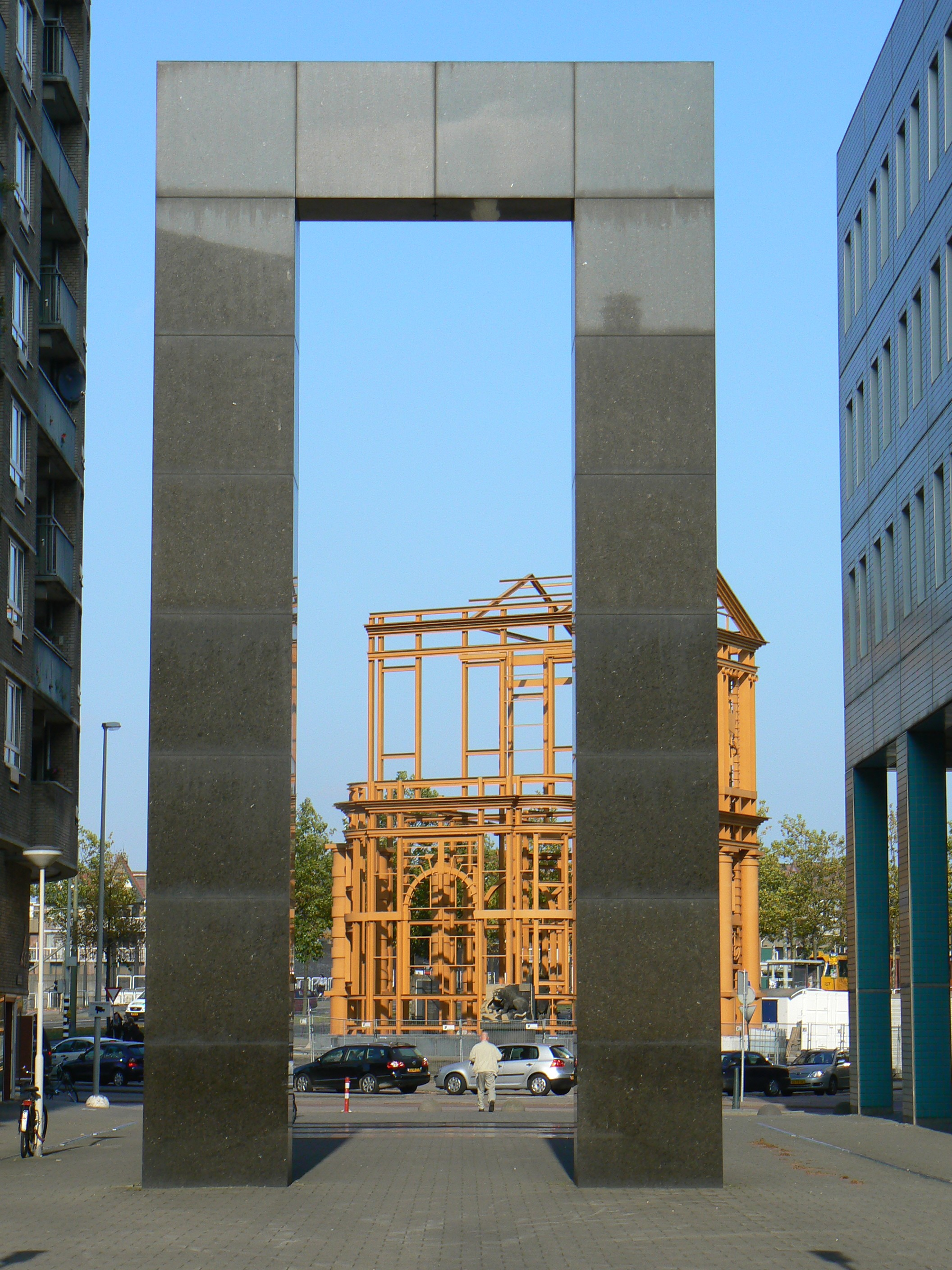
Tor und Stele
Scultura, Rotterdam 1994

Günther Förg (Füssen, 5 dicembre 1952 – Friburgo in Brisgovia, 5 dicembre 2013) è stato un pittore, scultore e fotografo tedesco.

## Collezioni pubbliche (selezione)
- Museum of Contemporary Art di Los Angeles MOCA, Los Angeles, CA
- Walker Art Center, Minneapolis, MN
- Mildred Lane Kemper Art Museum, Saint Louis, MO
- San Francisco Museum of Modern Art - SFMOMA, San Francisco, CA
- The Broad Art Foundation, Santa Monica, CA
- Tate Modern, International and Contemporary Art, Londra
- Louisiana Museum of Modern Art ,(Humlebæk / Kopenhagen), Copenaghen, Danimarca
- Arken Museum of Modern Art, (Ishøj / Kopenhagen), Copenaghen, Danimarca
- recommended institution Daimler Contemporary, Berlino
- Hamburger Bahnhof, Museum für Gegenwart, Berlino
- Sammlung Haubrock, Berlino
- Sammlung Hoffmann, Berlino
- Kunstmuseum Bonn, Bonn
- Kunstsammlungen Chemnitz, Chemnitz
- Museum Küppersmühle für Moderne Kunst MKM, Duisburg
- Städtische Galerie Erlangen, Erlangen
- Museum für Moderne Kunst (MMK), Frankforte al Meno
- Städelsches Kunstinstitut, Francoforte al Meno
- Städtische Galerie beim ZKM, Karlsruhe
- Museum für Neue Kunst & Medienmuseum, Karlsruhe
- Museum Kurhaus, Kleve
- Galerie für Zeitgenössische Kunst GfZK, Lipsia
- Städtisches Museum Abteiberg, Mönchengladbach
- Städtische Galerie im Lenbachhaus und Kunstbau, München
- Kunstraum Grässlin, St. Georgen
- Pinakothek der Moderne, München (Sammlung Stoffel)